# Пресс, Тамара Натановна
Тамара Натановна Пресс (10 мая 1937, Харьков — 26 апреля 2021, Москва) — советская легкоатлетка, метательница диска и толкательница ядра, трёхкратная олимпийская чемпионка, рекордсменка мира. Мастер спорта СССР (1957). Заслуженный мастер спорта СССР (1960). Неоднократная чемпионка Европы (3 раза в 1958 и 1962) и СССР (16 раз в 1958—1966).

## Биография
Родилась 10 мая 1937 года в Харькове.
Лёгкой атлетикой Тамара, а потом и её младшая сестра Ирина, начали заниматься в Самарканде, куда они эвакуировались с родителями Цилей Владимировной Шерман (1916—?), кассиршей, и Натаном Исааковичем Прессом (1911—1942, уроженцем Луганска), из Харькова в начале войны. Отец по прибытии в Узбекистан был призван в армию и погиб на фронте 3 августа 1942 года в районе села Ханино Калининской области.
Тамара была девочкой рослой с ярко выраженными атлетическими данными, что в скором времени заметил известный тренер по лёгкой атлетике Владимир Пантелеймонович Бессекерных, под его руководством Тамара Натановна стала чемпионкой Узбекистана в метании диска. Однако, понимая, что для дальнейшего совершенствования нужны будут иные условия, нежели у них в Самарканде, Бессекерных написал письмо Алексееву с просьбой взять шефство над молодой спортсменкой. Первые серьёзные успехи пришли к Тамаре Натановне в 1958 году, она впервые победила на чемпионате СССР и в диске, и в ядре, выиграла чемпионат Европы в метании диска с результатом 53,32 м. Позже она 11 раз обновляла мировые рекорды, улучшив за 10 лет свои достижения: в метании диска с 53,32 м до 59,70 м, а в толкании ядра с 17,25 м до 19,59 м. Представляла общество «Зенит» (Ленинград).
В 1960 году на олимпийских играх в Риме она впервые стала олимпийской чемпионкой в толкании ядра, с результатом 17,32 м. В Японию в 1964 году Тамара Натановна ехала уже в качестве фаворита, с пятой попытки (с результатом 57,27 м) сумела вырвать победу у немецкой дискоболки Ингрид Лотц, опередив её на 6 сантиметров. Не менее упорная борьба развернулась и в битве за золото в толкании ядра между Пресс и другой представительницей ГДР — Ренате Гариш-Кульмбергер. И тем не менее Тамара сумела одолеть соперницу, установив новый олимпийский рекорд — 18,14 м.
Окончила Ленинградский инженерно-строительный институт (1962) и Высшую партийную школу при ЦК КПСС (1967). Член КПСС с 1962 года. После окончания спортивной карьеры Тамара Пресс занималась тренерской и научной работой. В 1974 году стала кандидатом педагогических наук (тема диссертации — «Экспериментальное обоснование методики тренировки юных метательниц диска на этапе начальной спортивной специализации»). Затем работала в ВЦСПС, была избрана заместителем председателя российского совета Всесоюзного добровольного физкультурно-спортивного общества профсоюзов. Вице-президент физкультурно-спортивного общества профсоюзов «Россия».

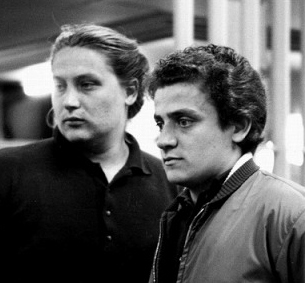
Тамара (слева) и Ирина Пресс на Олимпийских играх 1964 года

Автор нескольких книг, в том числе «Рабочее общежитие: опыт воспитательной работы» (М.: Профиздат, 1971), «Эффективность экономических знаний — важное средство повышения производительности труда в строительстве» (М.: Стройиздат, 1975), «Цена победы» (М.: Молодая гвардия, 1977), «Не лёгкая эта атлетика» (М.: Знание, 1982), «Культурно-спортивный комплекс» (М.: Профиздат, 1985).
Жила с матерью в Москве на Университетском проспекте, дом № 6, корпус 3, квартира 103.
Умерла 26 апреля 2021 года. Прах захоронен в закрытом колумбарии Донского кладбища (зал 8, ниша 18) в одной нише с сестрой Ириной.

## Награды
- Орден Ленина (16.09.1960) — за успешные выступления в XVII летних и VIII зимних Олимпийских играх 1960 года, а также за выдающиеся спортивные достижения[13]
- Орден «Знак Почёта»
- Орден Дружбы (19.11.1997)[14]
- орден Агентства безопасности «Альфа» — за активное участие в работе Ассоциации ветеранов подразделения «Антитеррор — Альфа»